# 니콘 D3000
니콘 D3000(Nikon D3000)은 2009년 7월 30일에 발표된 니콘의 일반 입문자용 디지털 SLR로, 니콘 D60, 니콘 D40의 후속 모델이다. 1020만 유효 화소를 가지는 니콘 DX 포맷(23.6 × 15.8 mm) CCD 이미지 센서를 사용한다. 니콘의 DSLR중에 가장 저렴한 가격을 무기로 나온 모델로 D5000과 비교하여 동영상 촬영이나, 라이브뷰 기능등이 생략되었고, 연사 성능도 3연사이다. 고감도(ISO)에서 화질도 D5000보다 떨어진다.

## 사진

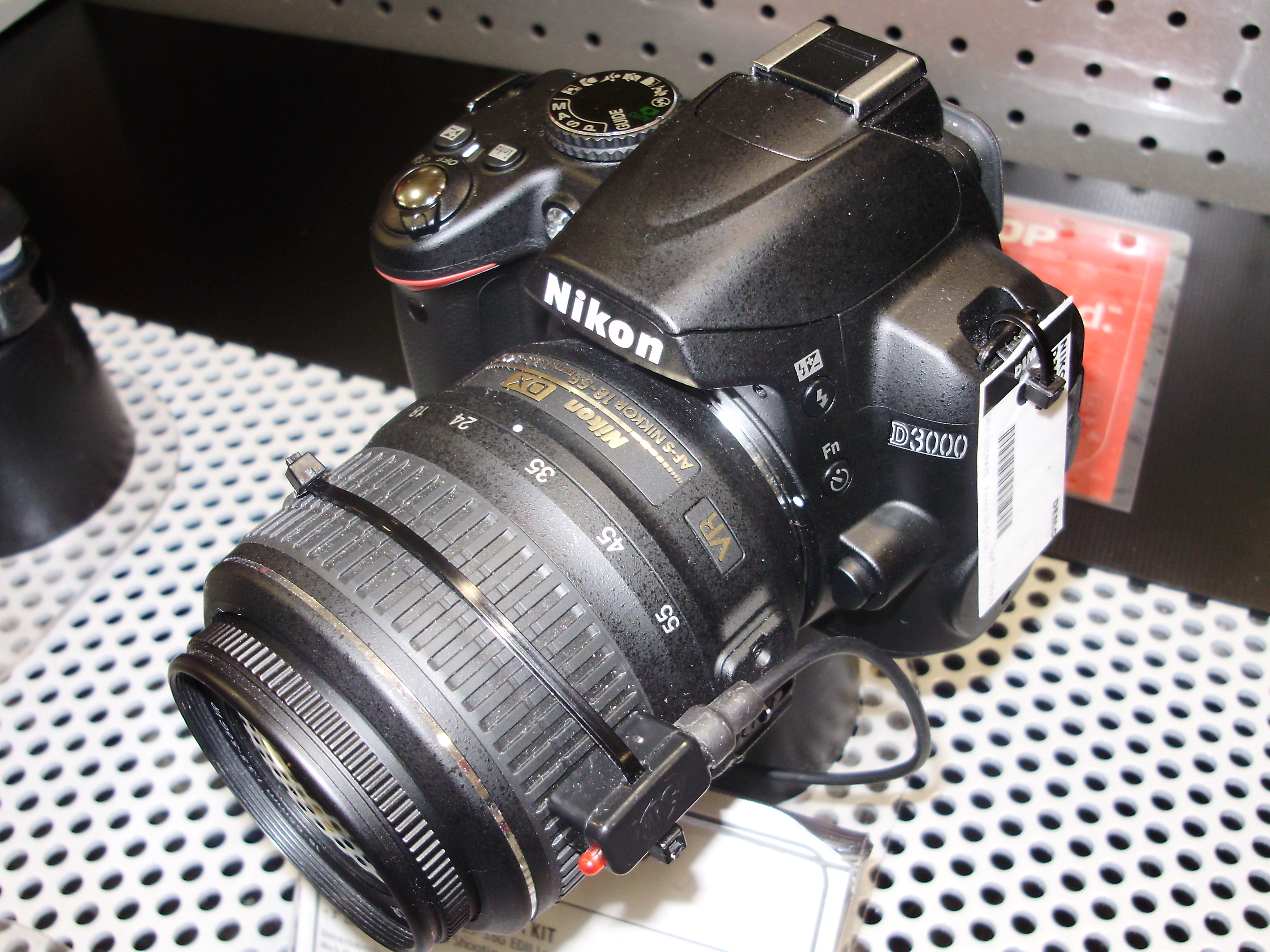
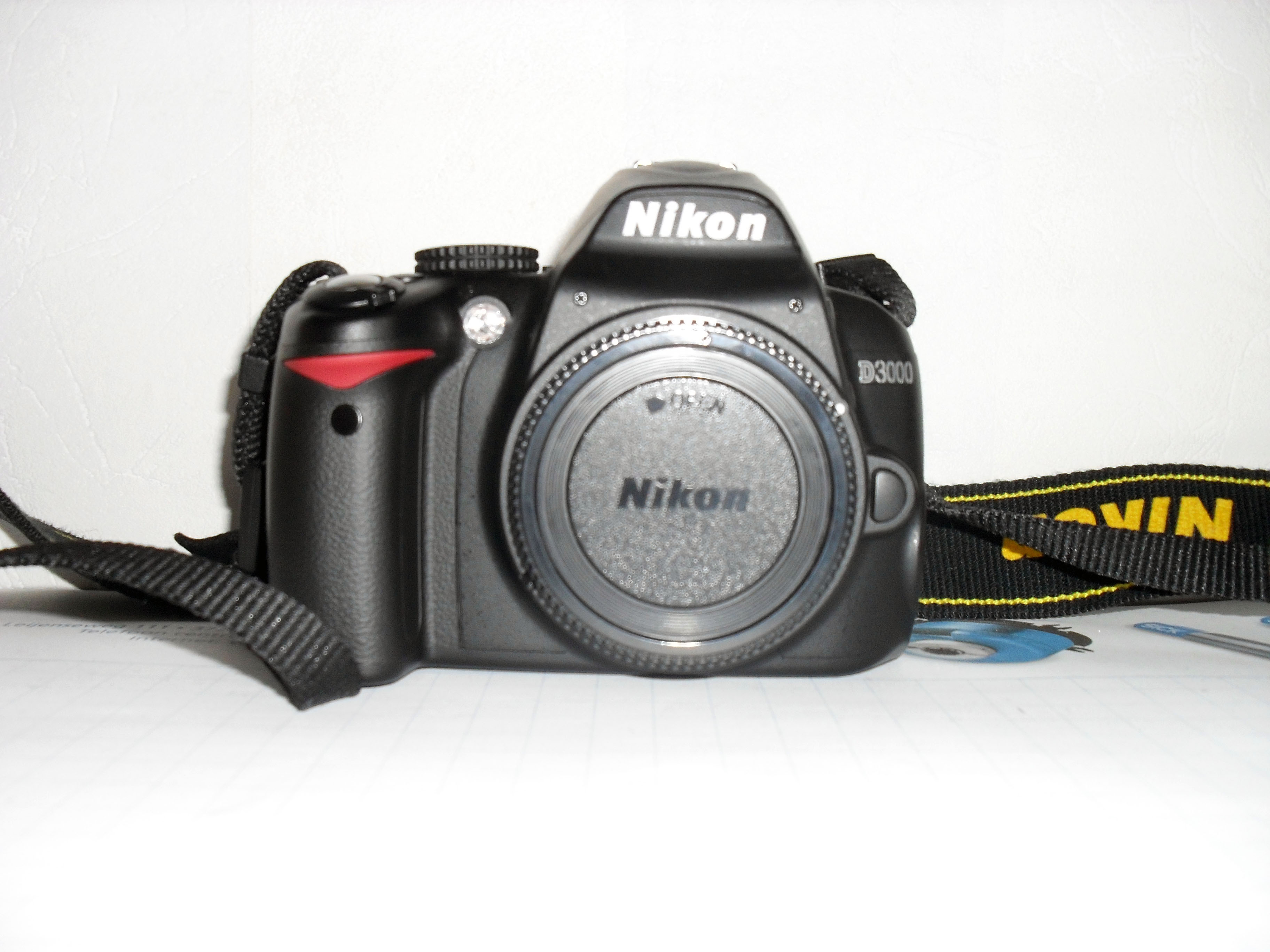
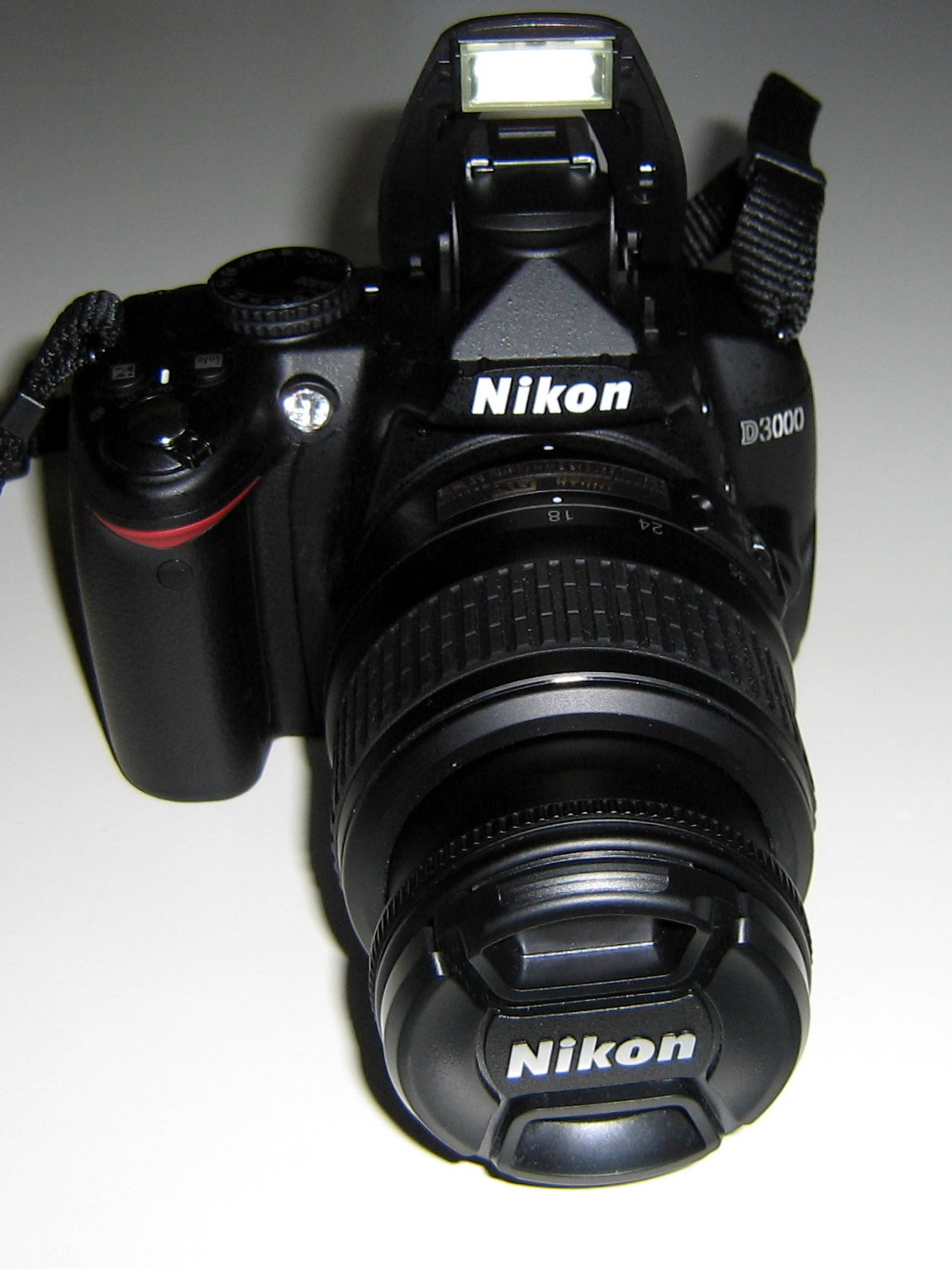
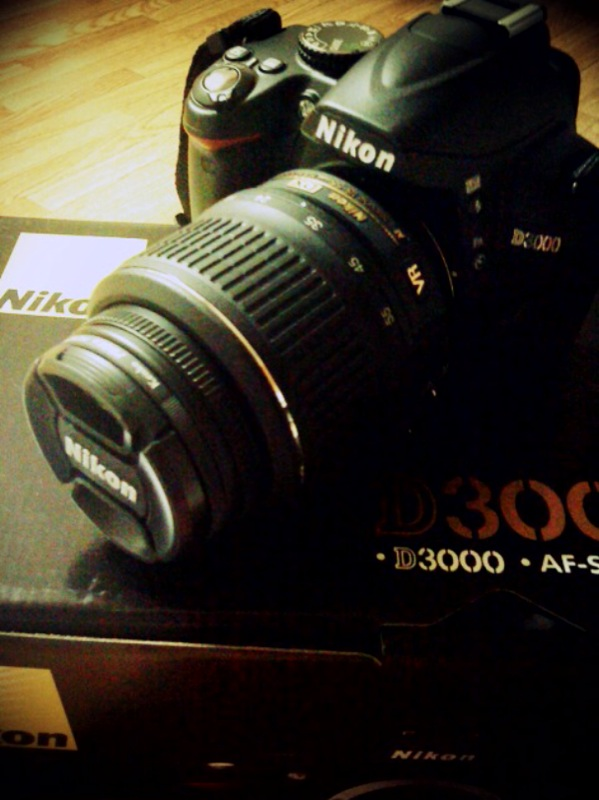